# Millón Winston

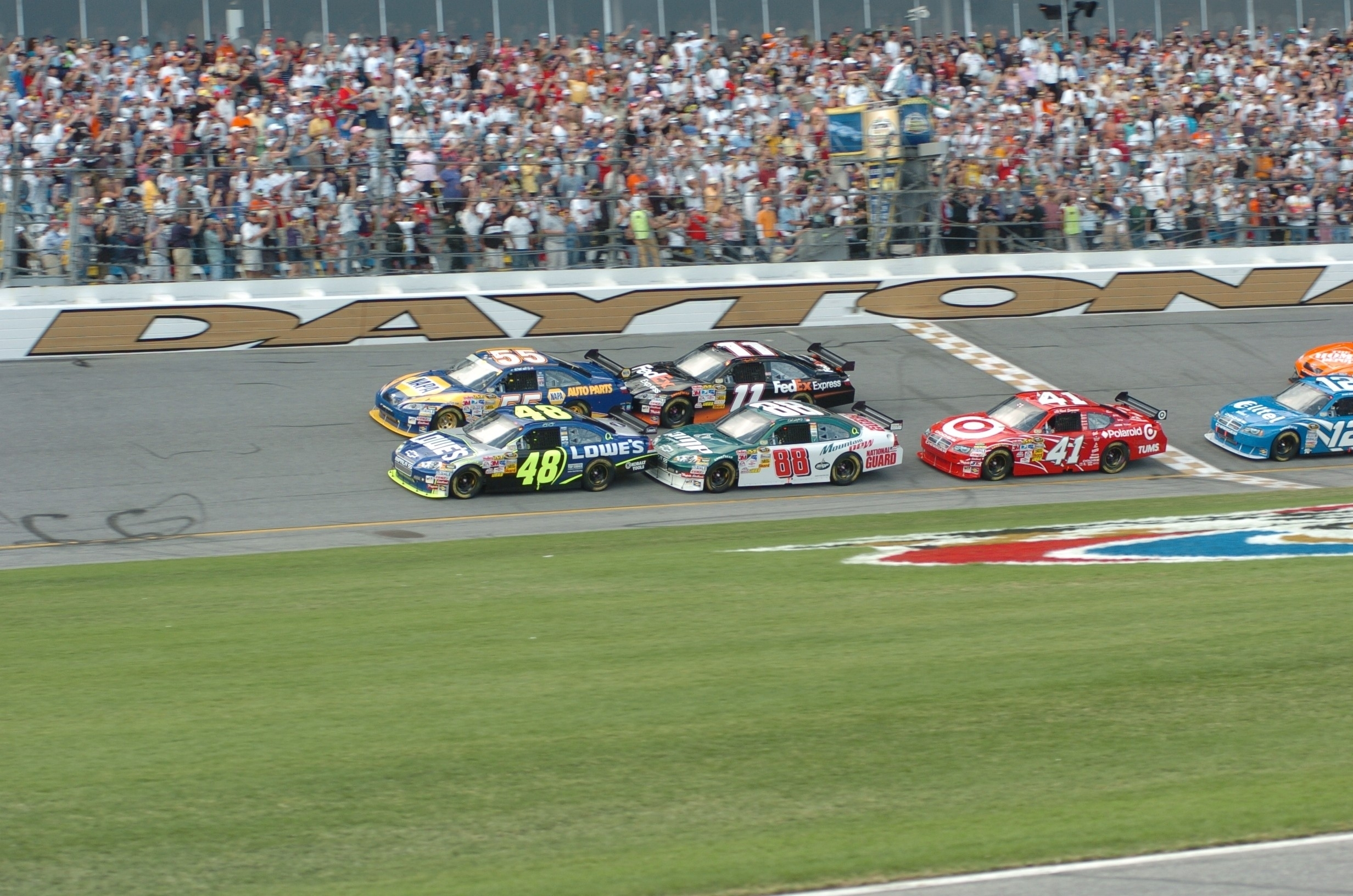
500 Millas de Daytona

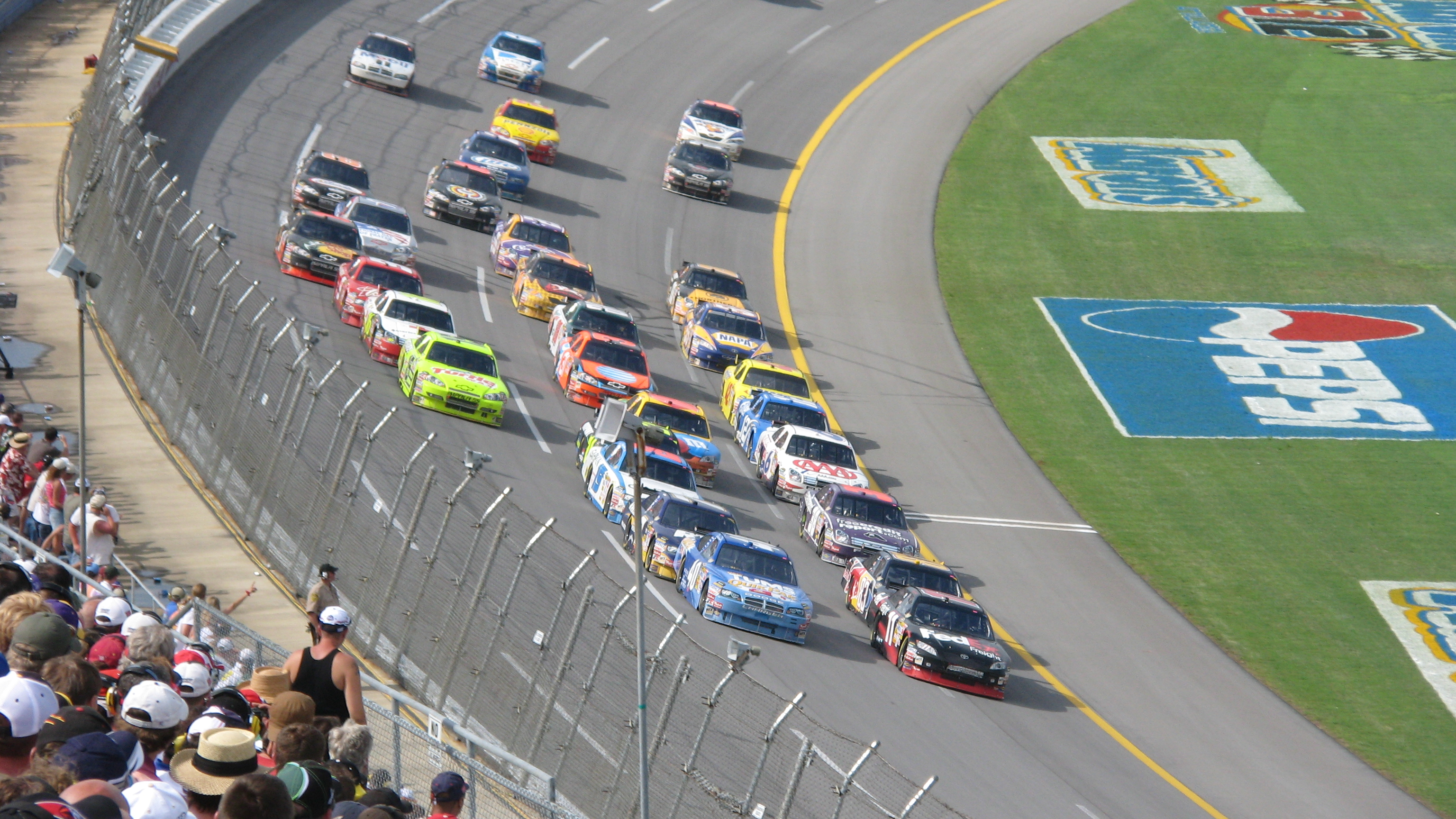
500 Millas de Talladega

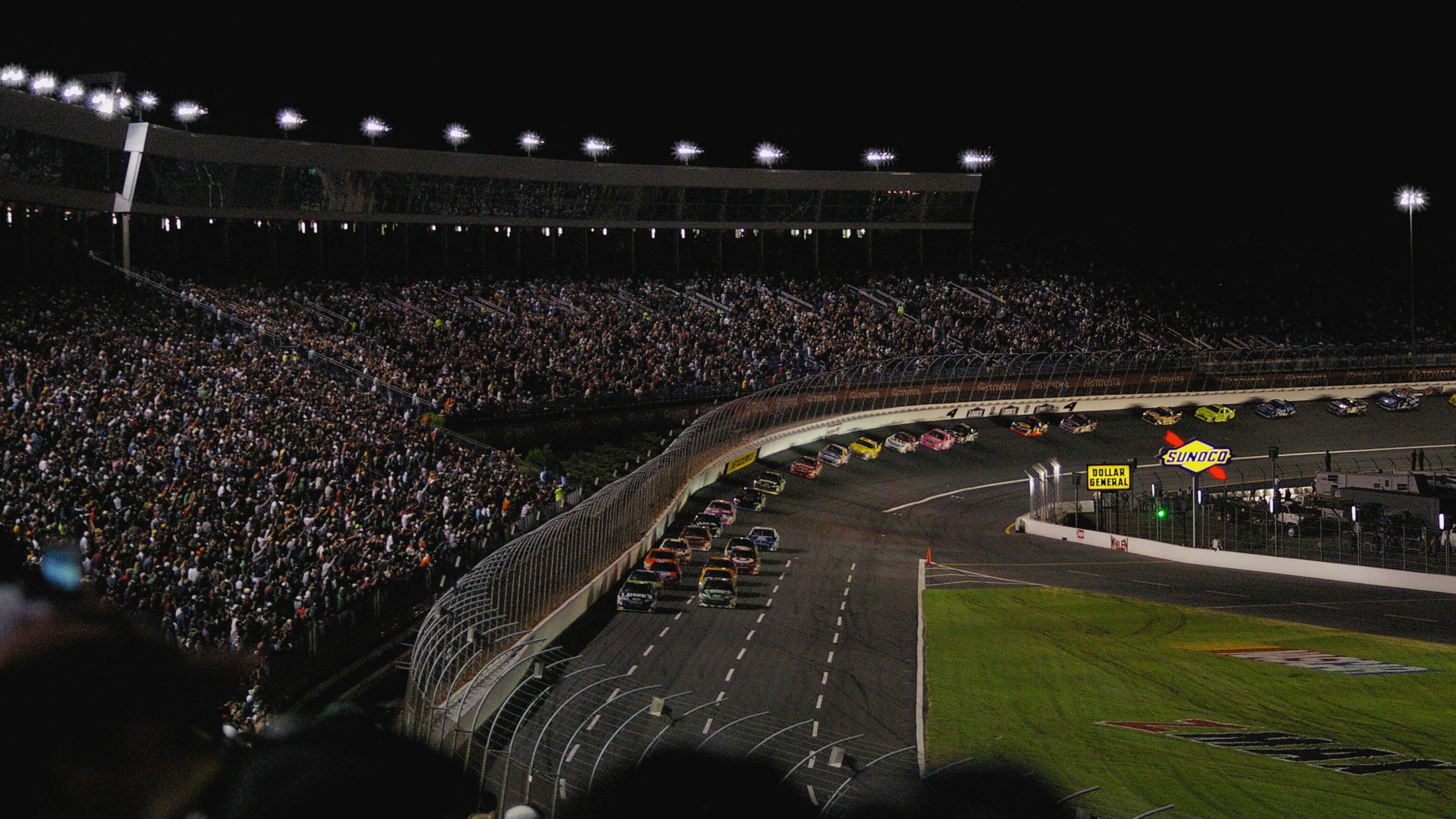
Óvalo de Charlotte, sede de las 600 Millas Coca-Cola

El Millón Winston era un minitorneo de automovilismo de velocidad que incluía las cuatro carreras más prestigiosas de la categoría estadounidense NASCAR Winston Cup Series: las 500 Millas de Daytona, las 500 Millas Winston de Alabama en Talladega, las 600 Millas Coca-Cola de Charlotte, y las 500 Millas Sureñas de Darlington.
El Millón Winston se disputó desde 1985 hasta 1997. El piloto que ganara tres de las cuatro pruebas en un mismo año recibía un premio mayor de 1 millón de dólares estadounidenses, ofrecidos por la tabacalera R. J. Reynolds, patrocinadora a través de su marca de cigarrillos Winston.
Bill Elliott obtuvo el premio mayor en 1985 con victorias en Daytona, Talladega y Darlington, en tanto que Jeff Gordon lo logró en 1997 con triunfos en Daytona, Charlotte y Darlington. Tres pilotos ganaron dos de las tres primeras carreras –Darrell Waltrip en 1989, Davey Allison en 1992 y Dale Jarrett en 1996–, pero ninguno ganó la cuarta carrera en Darlington. Dale Earnhardt también ganó dos carreras en 1990 y Harry Gant en 1991, de modo que los cinco pilotos obtuvieron premios menores de 100.000 dólares. En los seis años restantes, ningún piloto repitió victoria.
Para aumentar la cantidad de pilotos premiados, el programa cambió de formato para la temporada 1998. Para ganar el millón de dólares del renombrado Winston No Bull 5, los cinco primeros en una carrera debían ganar la prueba siguiente. Además del premio para el piloto, cada uno de los candidatos contaba con un simpatizante que también recibía un millón de dólares en caso de ganar.
El minitorneo pasó a contar con cinco carreras, agregándose las 400 Millas de Brickyard en 1998 y las 400 Millas de Las Vegas a partir de 1999, a la vez que se mantuvieron las 600 Millas de Charlotte y las fechas de Daytona y Talladega (aunque cambiaron de fecha en 2001 y 1998 respectivamente), y se reemplazó las 500 Millas Sureñas por las 400 Millas de Richmond en 2000. 13 de las 25 carreras del Winston No Bull 5 resultaron en premios, cuatro de ellas para Jeff Gordon. El minitorneo se dejó de disputar luego de 2002.
Jeff Gordon ganó 16 ediciones de las cuatro carreras originales, con al menos tres victorias en cada una. Bobby Allison lo sigue con 13 en total y un mínimo de tres. A continuación se ubican Richard Petty con 11, David Pearson y Dale Earnhardt con diez, y Darrell Waltrip con nueve.
La marca de cigarrillos Marlboro realizó desde 1988 hasta 1991 el Millón Marlboro, un minitorneo similar para la serie CART.